# Niani

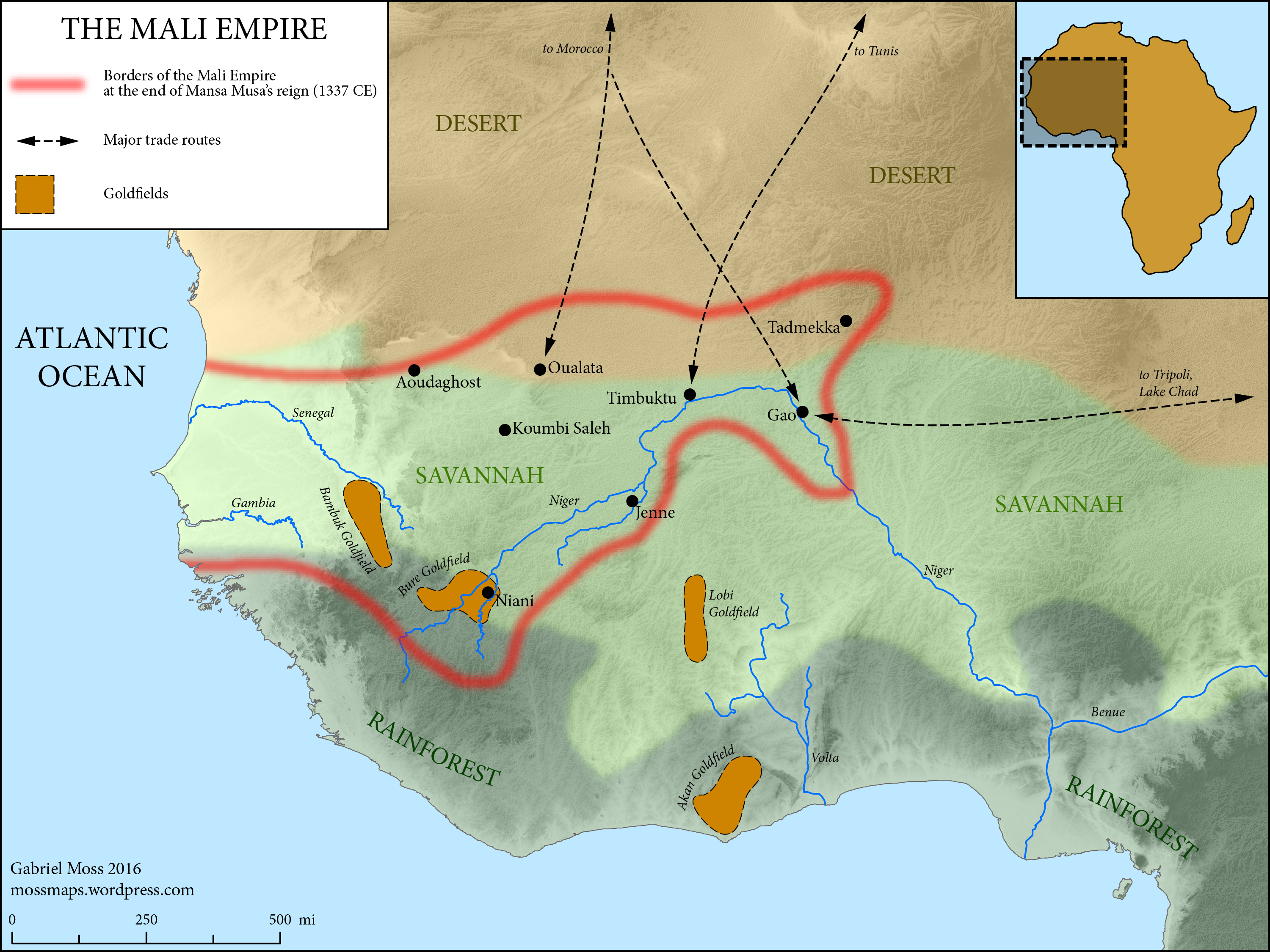
L'Impero del Mali nel 1337, con la posizione di Niani e i giacimenti d'oro di Bambuk, Bure, Lobi e Akan.

Niani è un villaggio in Guinea. Si trova nella prefettura di Kankan della regione di Kankan, nella parte orientale del paese. Si trova sulla riva sinistra del fiume Sankarani.

## Geografia
Il villaggio è situato nell'estrema Guinea orientale, sulla riva occidentale del fiume Sankarani. Il fiume è navigabile tutto l'anno e il paese è circondato da picchi rocciosi. Il villaggio sorge ai margini della foresta, che è una fonte di oro, noci di cola, olio di palma e avorio.

## Storia
Niani è spesso considerata una delle antiche capitali dell'Impero del Mali e il luogo di nascita dell'imperatore Sundjata Keïta. Alcuni studiosi ritengono che il villaggio sia diventato la capitale all'inizio del XII secolo dopo che l'ex capitale di Dioliba fu abbandonata. Niani è menzionato dal viaggiatore del XVI secolo Leone l'Africano. Mentre alcuni studiosi ritengono che Kangaba sia stata una delle capitali dell'impero, altri credono che Niani sia rimasta continuamente la capitale dal XIV al XVI secolo. Lo storico arabo del XIV secolo Shihab al-Umari riferì il villaggio come Nyeni (Niani), dicendo che è "il nome ufficiale del Mali ... perché è la capitale delle regioni di questo regno". I griot esistono ancora a Niani oggi, preservando la storia dell'Impero del Mali. I corrieri partivano quotidianamente dalla Niani imperiale a cavallo, e quelli che arrivavano dalle province facevano rapporto al griot. Molti berberi e arabi si stabilirono a Niani a seguito del commercio trans-sahariano.
Recenti studi sembrano confutare l'ipotesi che Niani abbia effettivamente avuto il ruolo di capitale imperiale che le era stato tradizionalmente attribuito.
La città contava almeno 100.000 abitanti nel XIV secolo. L'imperatore (mansa) e i suoi cortigiani vivevano a Niani, che era un centro di commerci e scambi. La città si sviluppò come sbocco per due principali rotte commerciali, una verso nord, chiamata "via Mandé" (Manding-sila), e una verso sud, chiamata "via Sarakollé" (Sarakolle-sila). Niani, insieme ad altre principali città, ospitava una guarnigione per l'esercito imperiale. Il Mansa aveva anche grandi fucine a Niani.
L'imperatore Musa I del Mali impiegò l'architetto andaluso Ishak al-Tuedjin per costruire una sala delle udienze a Niani. Era "quadrata, sormontata da una cupola, che ricoprì di intonaco e decorò con arabeschi dai colori abbaglianti". Lo storico nordafricano del XIV secolo Ibn Khaldun lo descrisse come un "monumento ammirevole".
Dopo il declino dell'Impero del Mali durante il 1600, la cui capitale divenne Kangaba, Niani perse la sua importanza e ritornò ad essere una piccola città.
Negli anni '20 furono effettuati scavi archeologici a Niani da Vidal e Gaillard che per primi identificarono il sito. Nel 1965 e nel 1968 furono effettuate missioni archeologiche guineane-polacche. Questi scavi hanno rivelato che l'area intorno a Niani era un tempo densamente popolata. Gli archeologi hanno scoperto che queste abitazioni erano ampiamente disperse; intorno alla città reale, c'era una miriade di borghi o villaggi per vari clan commerciali di fabbri, pescatori e così via. Questi studi archeologici hanno condotto all'identificazione del quartiere arabo e della città reale di Niani, in particolare le fondamenta delle case in pietra, il mihrab di una moschea e le mura intorno alla città reale. Al-Umari ha scritto che gli edifici erano fatti di mattoni di terra battuta e che i "soffitti sono fatti di travi e canne. Sono per lo più a forma di cupola [conica] o gobba di cammello, come archi a volta. I pavimenti delle case sono di terra mista a sabbia. . . Il re ha un gruppo di palazzi circondati da un muro circolare". A causa della latitudine di Niani, tali edifici richiedevano costanti riparazioni e restauri.